# Ameridion panum
Ameridion panum là một loài nhện trong họ Theridiidae.
Loài này thuộc chi Ameridion. Ameridion panum được Herbert Walter Levi miêu tả năm 1959.